# Муравленко
Муравленко (на руски: Муравленко) е град в Ямало-Ненецки автономен окръг, Русия. Населението на града към 1 януари 2018 година е 32 427 души.

## История
Селището е основано през 1984 година, през 1990 година получава статут на град.